# Torre Solferino
La Torre Solferino, nota anche con il nome di «casa alta», è uno dei principali edifici residenziali multipiano di Torino, che sorge nell'omonima piazza del centro storico.
Rappresenta il terzo dei grandi interventi operati nel centro storico del capoluogo piemontese nell'immediato dopoguerra.

## Storia

Una veduta di via Pietro Micca nel 1943; da notare il precedente edificio sulla destra, distrutto nel bombardamento

Il progetto presentato dall'architetto Gualtiero Casalegno e costruito dall'impresa del Cav. Orlando Cravotto nel 1949, fu il frutto di uno studio sulla base di progetti presentati per il concorso bandito nel 1946 dal Comune di Torino per la risistemazione urbanistica di piazza Solferino, a seguito della devastazione causata dal bombardamento occorso all'isolato compreso tra via Pietro Micca e via Santa Teresa. La giuria composta da eminenti figure di esperti torinesi, tra cui Gino Levi-Montalcini ed Eugenio Mollino, non assegnò il primo premio, ma soltanto il secondo e il terzo, rispettivamente al progetto del duo Bordogna-Psacharopulo e ad Annibale Rigotti.
I progetti furono comunque acquistati dal Comune di Torino e consentirono all'amministrazione municipale di definire il nuovo piano regolatore dell'area con l'affidamento dei lavori a Gualtiero Casalegno che, nello stesso periodo era impegnato in altri progetti tra cui il singolare palazzo curvilineo di corso Massimo d'Azeglio 76 e la nuova sede amministrativa delle Cartiere Burgo in corso Matteotti.
Nel settembre 2015 il breve tratto di porticato verso piazza Solferino è stato intitolato dal Comune di Torino al presentatore televisivo Enzo Tortora.

## Descrizione

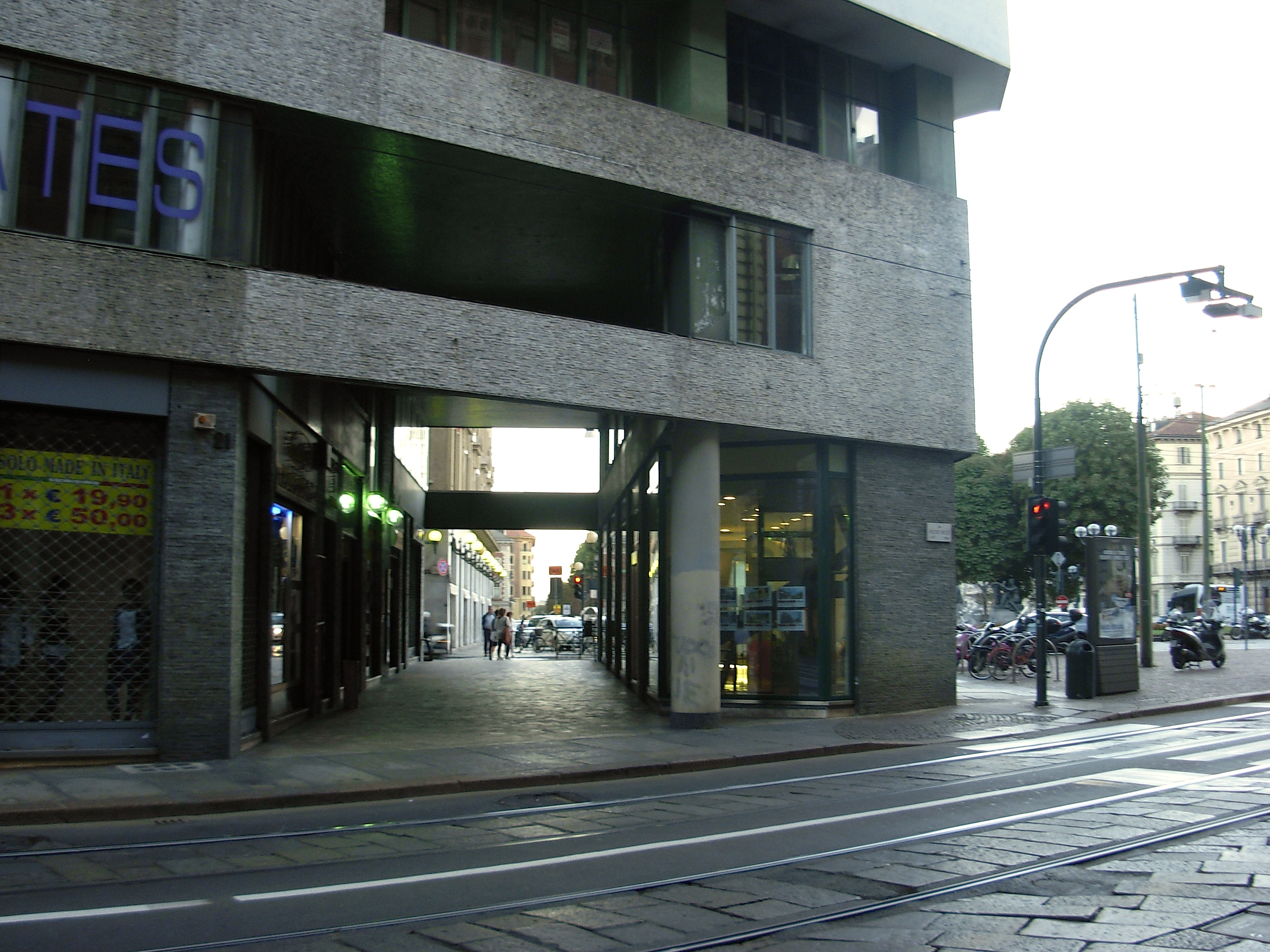
Il portico sottostante visto da via Pietro Micca

L'edificio, completato nel 1952, si presenta in tutto il suo candore affacciandosi sul profilo della piazza e la scelta della finitura a intonaco chiaro le conferisce un inaspettato slancio, malgrado i 15 piani e i 50 metri d'altezza. 
Il basamento ripropone il tema del portico con ampi locali commerciali, svelando l'intento di dialogare con la vocazione commerciale dell'adiacente via Pietro Micca; nell'androne di ingresso del palazzo è presente una grande fotografia che raffigura il palazzo precedente, subito dopo i bombardamenti del 1942.
Orientato perpendicolarmente all'asse dell'antistante via Cernaia, il prospetto principale è caratterizzato da un ritmo che scandisce i piani alternando finestre «a nastro» ad ampi terrazzi con vetrate che si affacciano sulla piazza, mentre le facciate laterali e quella posteriore presentano un disegno e altezze differenti, in raccordo agli edifici circostanti. 

L'ultimo piano prevede un attico sviluppato su due livelli, con un tetto pensile da cui si gode di un'ampia panoramica sul centro storico torinese.